# История славянских языков

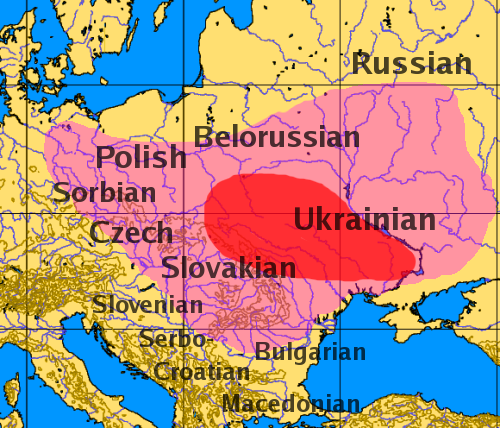
Область распространения праславянского языка и его диалектов в VI веке. Розовым цветом выделен комплекс Пражской, Пеньковской и Колочинской культур. Вероятнее всего, эта область соответствовала ареалу распространения праславянского языка

История славянских языков охватывает более 3000 лет — начиная с момента распада существовавшего ранее прабалтославянского языка (ок. 1500 до н. э.) до современных славянских языков.
Первые 2000 лет истории языка занимает так называемая «праславянская эпоха»: длительный стабильный период, в ходе которого шло его постепенное развитие, но он сохранял свою целостность, отсутствовали какие-либо заметные диалектные различия. Последним этапом, когда язык по-прежнему сохранял единство (был взаимно понятен носителям языка) известен как праславянский язык, послуживший родоначальником всех современных славянских языков. Завершение этого этапа датируется примерно 500 годом н. э.
После этого идёт так называемый «общеславянский период» (500—1000 н. э.), в ходе которого появились первые диалектные различия, но на всех славяноговорящих землях он продолжал функционировать как единый язык, хоть и со звуковыми изменениями, плавно распространявшимися по отдельным территориям.
Примерно к 1000 году ареал единого славянского языка распался на отдельные восточнославянские, западнославянские и южнославянские языки, которые в последующие века делились дальше и развивались в различные современные славянские языки, из которых в наши дни сохранились:
- на востоке — белорусский, русский и украинский;
- на западе — чешский, словацкий, польский, кашубский и лужицкие;
- на юге — болгарский, македонский, сербо-хорватский и словенский.

Период с первых веков нашей эры до конца общеславянского периода был временем стремительных перемен, совпавших с эпохой бурного расширения славяноговорящих территорий. К концу этого периода образовалось большинство особенностей современных славянских языков.
Первыми документами, содержащими отдельные славянские слова и имена, являются греческие документы. Там упоминания славянских слов появляются с VI века н. э., когда славяноязычные племена впервые вступили в контакт с грекоязычной Византийской империей.
Первые связные тексты датируются концом IX века нашей эры, они написаны на старославянском языке, основанном на диалекте славян Салоник в Греческой Македонии и являются частью христианизации славян Кириллом и Мефодием и их последователями. Так как эти тексты были написаны в общеславянский период, язык этих документов близок к существовавшему ранее праславянскому языку и является критически важным для лингвистической реконструкции истории праславянского языка.

## Происхождение

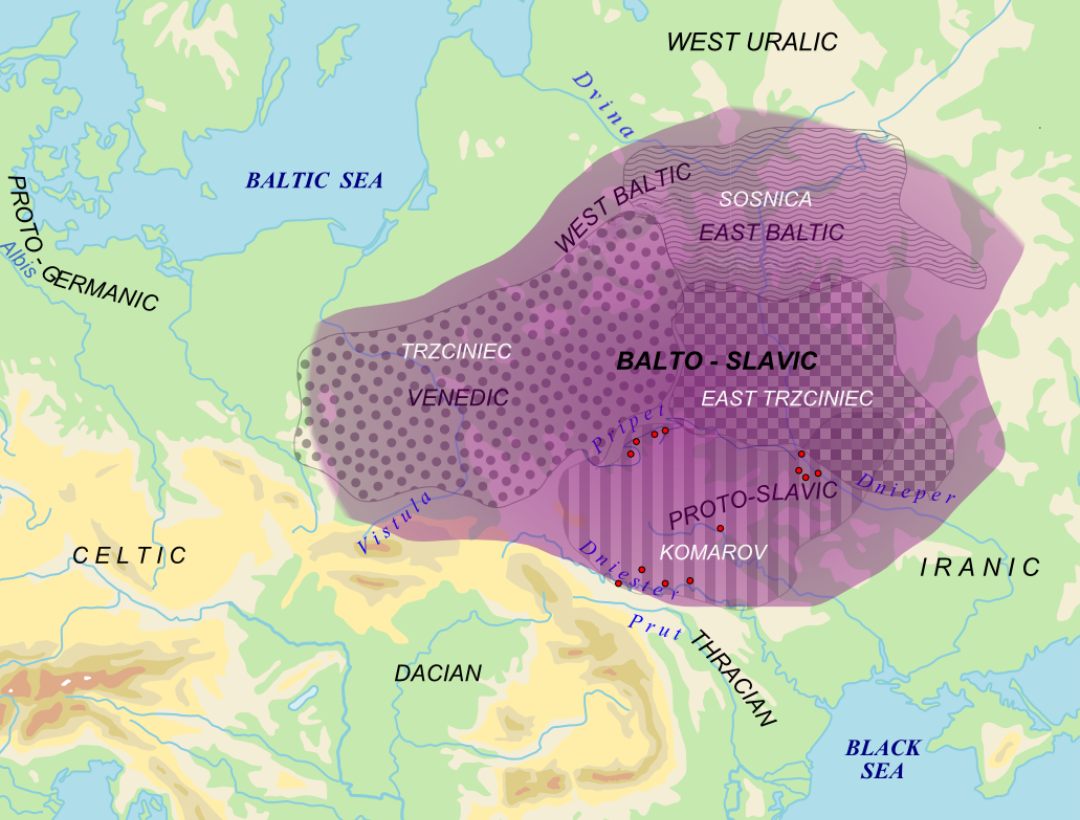
Предполагаемая территория балто-славянского диалектного континуума с названиями археологических культур Бронзового века, которые, предположительно, могут отождествляться с предками балтов и славян (белым), а также архаичные славянские гидронимы (красные точки)

Развитие в праславянский язык, вероятно, произошло в южной периферии прабалтославянского континуума. Такой вывод сделан исходя из того, что наиболее архаичные славянские гидронимы находятся на Северо-Западном краю Карпатских гор на Западе и вдоль среднего Днепра, Припяти, в верховьях Днестра на Востоке.
Хотя языковые группы не могут быть прямо отождествлены с археологическими культурами, появление раннего препраславянского языкового сообщества соотносится во временном и географическом планах с Комаровской и Чернолесской культурами. И лингвисты, и археологи часто помещают славянскую прародину именно в эти области. Последние глоттохронологические исследования датируют раскол балто-славянского языка на дочерние языки примерно 1300—1000 г. до н. э., что соотносится с эпохами вышеназванных археологических культур.

## Период общего праславянского языка
В праисторическое время славянская прародина пережила вторжение других народов. С 500 г. до н. э. до 200 г. н. э., скифы, а затем сарматы расширяют подконтрольные им территории в лесостепи. Несколько восточноиранских заимствованных слов, связанных, в основном, с религиозной и культурной практиками, являются доказательствами культурных влияний с их стороны.
Впоследствии также появляются заимствованные слова германского происхождения. Это связано с перемещением восточных германских групп в бассейне Вислы, а затем и в бассейне среднего Днепра, которые связывают, соответственно, с появлением Пшеворской и Черняховской культур.
С наступлением нашей эры различные балтославянские диалекты сформировали диалектный континуум, простирающиюся от Вислы к бассейнам Дона и Оки, и от Балтийского моря и верхней Волги до Южной России и Северной Украины.
Начиная с 500 г. н. э. славяноговорящее население активно расселяется во всех направлениях со своей родины в Восточной Польше и Западной Украине. К VIII веку н. э. на праславянском языке, как полагают, говорили от Салоник до Новгорода.

### Изменения в фонетике и фонологии
В эпоху славянской общности произошёл ряд процессов в фонетике и фонологии:
С согласными произошли следующие изменения:
- Преобразование трёхрядной системы праиндоевропейских смычных (глухие — звонкие — звонкие придыхательные) в двухрядную (глухие — звонкие). Ю. В. Шевелёв считал это древнейшим славянским фонетическим изменением[5].
- Утрата слоговых сонантов. Ю. В. Шевелёв полагал, что это изменение произошло примерно в то же время, что и утрата звонких придыхательных[6].
- Совпадение лабиовелярной серии с серией простых велярных.
- Сатемизация. Палатализованные заднеязычные (k') через промежуточные ступени среднеязычных (t') и аффрикат (ts) перешли в свистящие (s). Несомненно, этот процесс начался ещё до окончательного распада праиндоевропейского языка, но закончился после, потому что его результаты различны в разных сатем-языках.
- Переход s в x. Протекал одновременно с сатемизацией, однако закончился раньше. Это видно на примере слов пьсати и вьсь (деревня). В обоих случаях s находится в позиции, подходящей для перехода в х. Однако оно появилось уже после завершения перехода из k' и поэтому не дало х в этих случаях. Именно после завершения сатемизации х получил статус фонемы в протославянском языке. Существует теория А. Мейе, который, опираясь на данные других сатем-языков, в которых s перешло в š, выдвинул концепцию, по которой s и в праславянском перешло в š, а уже после, во время первой палатализации, š сохранилось перед гласными переднего ряда, а перед гласными заднего ряда перешло в х (по аналогии с распределением k/č).
- Звук m перестал быть допустимым на конце слова и перешёл в n. Такой переход наблюдается во всех индоевропейских языках, кроме италийских и индоиранских, в том числе, в анатолийских. С. Б. Бернштейн полагал, что данное изменение относится к периоду балто-славянской общности[7], что подтверждается данными прусского языка (окончание -an в аккузативе основ на -a < *-o мужского и среднего рода и в номинативе среднего рода).

Двумя самыми важными фонетическими тенденциями праславянского языка были тенденция к возрастающей звучности и тенденция к внутрислоговому гармонизму. Они стали причиной таких явлений:
- Квантитативное выравнивание гласных
- Монофтонгизация дифтонгов
- Возникновение носовых гласных в праславянском языке
- Аккомодация гласных после *j
- Первая палатализация — переход заднеязычных [k], [g], [x] в позиции перед гласными переднего ряда и j в [č́] (tʃʲ), [dž'] (dʒʲ), [š́] (ʃʲ) соответственно. Если перед заднеязычным находился свистящий согласный s или z, образовавшийся шипящий ассимилировал его: sk > šč́ (ʃtʃʲ), zg > ždž́ (ʒdʒʲ);
- Вторая палатализация — заключалась в переходе заднеязычных k, g, x соответственно в ć, dź, ś в южно- и восточнославянских языках и в c', dź, š́ в западнославянских. Позднее во всех славянских языках, кроме польского, полабского и старославянского, аффриката dź упростилась в ź;
- Третья палатализация.

Также в диалектах праславянской эпохи произошли:
- Развитие групп kt', gt' > c' в западных диалектах, č' в восточных, š't' в южных.
- Упрощение групп tl, dl в южных и восточных диалектах; сохранение этих групп в западных; преобразование в kl, gl в псковском диалекте.

## Расхождение славянских языков

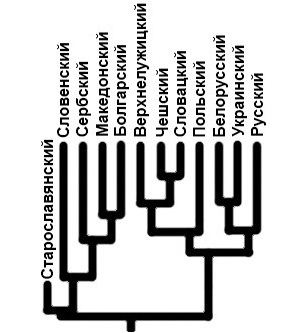
Генеалогическое древо живых и мертвых славянских языков по Чангу, Кэткарту, Холлу и Гарретту (2015)

В феврале 2015 года было опубликовано исследование У. Чанга, Ч. Кэткарта, Д. Холла и Э. Гарретта, которое подтверждает датировку возраста индоевропейской языковой семьи, соответствующую курганной гипотезе, а именно 5500—6500 лет назад, то есть 3500—4500 г. до н. э. В данной работе было рассмотрено по 200 слов из мертвых и живых индоевропейских языков и, с помощью статистического моделирования, была определена вышеназванная дата начала расхождения языков этой семьи.
Согласно результатам данного исследования, славянские языки начали образовываться примерно после 500 года нашей эры (в статье обозначен период 1500—1240 ВР, что соответствует периоду 450—710 н. э.).